# Jadzia Dax
Pour les articles homonymes, voir Dax (homonymie).
Jadzia Dax est un personnage de l'univers de fiction de Star Trek. Officier scientifique dans les six premières saisons de la série Deep Space Nine, elle est interprétée par Terry Farrell.

## Biographie
Le symbiote (ou symbiont) appelé Dax est une entité vermiforme originaire de la planète Trill, qui ne peut survivre qu’en étant porté par un hôte avec lequel il évolue dès lors en totale harmonie. En plus de deux siècles d’existence, il a ainsi connu sept hôtes et hôtesses différents (respectivement prénommés Lela, Tobin, Emony, Audrid, Torias, Joran et Curzon) avant d’être implanté dans l’organisme de Jadzia.
Cette dernière est quant à elle née sur Trill en 2341. Bien que ni ses parents ni sa sœur n’aient reçu de symbiotes, elle décide dès son plus jeune âge de tout faire pour avoir cet honneur. Rien (pas même la grande timidité de cette étudiante par ailleurs brillante) ne saurait dès lors l'empêcher, parallèlement à son parcours scientifique au sein de l’Académie de Starfleet, de mener à bien le programme destiné aux initiés (qui pourront seuls devenir de nouveaux hôtes).
Elle remporte dans le cadre de ses études les plus hautes distinctions en exobiologie, en zoologie, en astrophysique et en exoarchéologie tout en obtenant son diplôme de pilote de niveau 3. Évaluée par Curzon Dax (connu pour avoir déjà écarté 57 initiés avant elle), Jadzia se voit en revanche refuser l’attribution d’un symbiote avant d'être rappelée au cours de l’année 2367. Contre toute attente, on lui propose alors de succéder à Curzon (qui l'avait en fait recalée dans le seul but de l'éloigner, faisant taire de cette manière les tendres sentiments qu'elle lui inspirait) et de devenir la nouvelle Dax. 
Promue lieutenant de Starfleet, la jeune Trill est affectée en 2369 à la station Deep Space Nine où elle « retrouve » le commander Benjamin Sisko. Ce dernier, qui était un ami très proche de Curzon Dax, n’éprouve finalement aucune difficulté particulière à prolonger une telle relation avec la jeune femme qui a pris la place de son vieux compagnon. Elle travaille d’ailleurs à ses côtés lors de la découverte du Vortex (ou Wormhole) bajoran et se montre par la suite un officier scientifique de grande qualité en même temps qu’une équipière particulièrement appréciée de ses collègues officiers.
Son implication dans la guerre qui oppose la Fédération au Dominion permet à Jadzia Dax de démontrer la valeur des expériences que son symbiote a pu connaître au fil des siècles. Son pragmatisme et sa sagesse, alliés à un indéfectible courage, la conduisent ainsi régulièrement en première ligne. 
Si Dax s’est trouvé(e) plusieurs fois marié(e) (notamment à Nilani Kahn sous l’identité de Torias Dax) et a donné le jour à divers descendants au cours de ses existences passées (Lela Dax était la mère d’un garçon prénommé Ahjess et Tobin Dax le père de Raifi, tandis qu’Audrid a eu au moins deux enfants parmi lesquels une fille prénommée Neema), Jadzia reste assez longtemps célibataire et n'est pas immédiatement consciente de l'attirance qu'elle exerce sur autrui. Il se passe ainsi plusieurs années avant qu'elle comprenne que son élimination temporaire du programme des initiés trills était due aux tendres sentiments de Curzon Dax à son égard. Elle évolue néanmoins par la suite, profitant de la majorité des opportunités qui s'offrent à elle sur le plan sentimental. En 2369, ardemment courtisée par le docteur Julian Bashir, elle préfère toutefois conserver avec le jeune homme des relations strictement professionnelles. Jadzia Dax est en revanche l’une des rares personnes à trouver Morn, véritable pilier du bar de Quark, particulièrement « mignon » et elle cède volontiers aux avances d’êtres aussi étranges que Trajok (qui ne semble pas se limiter à son rôle d’« entraîneur » dans l’art de la lutte Galeo-Manada) ou que le capitaine Boday, un Gallamite. En 2372, elle fait en outre la connaissance du lieutenant commander Worf et tombe immédiatement sous le charme du Klingon. Elle devient sa maîtresse l'année suivante avant de l’épouser en 2374, et elle se prépare à lui donner un enfant à la fin de la même année.
Le courage et la détermination de Jadzia Dax finissent hélas par lui coûter la vie au cours de l'avant-dernière année du conflit contre les forces du Quadrant Gamma et leurs alliés Cardassiens. Elle se retrouve en effet seule face à Gul Dukat, alors possédé par un Pah-wraith, et succombe aux pouvoirs décuplés de ce dernier. 
Le symbiote Dax lui survit néanmoins et il est transmis à une autre jeune femme prénommée Ezri en 2375.